# 汪志敏
汪志敏（1922年—），原名汪文源，化名汪楚，男，山东临清人，中国共产党及中华人民共和国官员，国务院机关事务管理局副局长，中国宋庆龄基金会秘书长。

## 生平
1938年秋加入中国共产党。历任卫东县第一、二区委书记兼游击队政委、县委委员、补充营副教导员兼分支书记、补充团组织股长、旅政治部民运队长兼政委、中国人民解放军五兵团十六军四十六师政治部科长。1949年调贵州省，历任中共织金县委书记、中共赫章县委书记兼县长（1950年1月任县长）。根据中共中央、中共中央西南局、中共贵州省委、贵州省军区的指示，中共赫章县委、县人民政府成立了汪志敏、李超尘为主的剿匪指挥部。1952年调任中央人民政府第二机械工业部工程处副处长兼总支书记。1965年任中华人民共和国水利电力部第二工程局党委书记，后任水利部办公厅副主任、主任。“文革”时受错误审查，停职两年。1978年调任中国人民解放军基本建设工程兵办公室副主任。1980年任国务院机关事务管理局副局长，1982年任中国宋庆龄基金会秘书长。1986年离休。